# جولین دلانگلی
جولین دلانگلی (انگلیسی: Julien Delonglée؛ زادهٔ ۲۳ مارس ۱۹۸۳) بازیکن فوتبال اهل فرانسه است.